# Capri Anderson
Capri Anderson (Nueva York, 30 de marzo de 1988) es una actriz pornográfica estadounidense.

## Primeros años
Capri Anderson, nombre artístico de Christina Walsh, nació en la ciudad de Nueva York en marzo de 1988 en el seno de una familia con ascendencia galesa e irlandesa. Comenzó su andadura por la industria del cine porno muy joven, con 18 años, grabando un vídeo porno con su novio que vendió posteriormente a un sitio web para adultos. Después de eso, empezó a actuar en películas de temática hardcore. Su primera película fue Cable Guy Sex, aunque la que la llevó a posicionarla alto en la industria en sus comienzos fue Virgins Of The Screen 6.

## Escándalo mediático con Charlie Sheen
El 26 de octubre de 2010, Anderson se vio involucrada en un escándalo mediático con el famoso actor de la serie Dos hombres y medio Charlie Sheen. Esa misma noche se conocieron en el bar del Hotel Plaza de Nueva York, donde el actor le invitó a subir a su suite. Anderson admitió a la policía que estuvieron esnifando cocaína, hasta que en un momento dado el actor empezó a dar gritos y acusarla de haberle robado su cartera y el móvil.
Anderson avisó a la seguridad del hotel, que dio parte a la policía metropolitana, que se personó en la habitación y encontró a Sheen desnudo y profiriendo incoherencias, mientras que Anderson permanecía desnuda en el cuarto del baño, donde se escondió después de asegurar que el actor quería matarla.
La policía no presentó cargos contra ninguno de los dos, pero Charlie Sheen tuvo que pagar al Hotel Plaza 7 000 dólares por los destrozos de su habitación, incluido diverso mobiliario como sillas y una lámpara de araña.

## Trabajos
En 2011 firmó un contrato de exclusividad con la productora Vivid. Más adelante, en 2013, por su papel en la parodia porno Pee-Wee’s XXX Adventure: A Porn Parody ganó el Premio AVN a la Mejor actriz de reparto.
Se retiró en 2017, habiendo aparecido en algo más de 250 películas.

## Premios y nominaciones
| Año  | Ceremonia         | Resultado | Premio                            | Trabajo                                |
| ---- | ----------------- | --------- | --------------------------------- | -------------------------------------- |
| 2011 | Premios AVN       | Nominada  | Mejor estrella web                | —                                      |
| 2012 | Premios AVN       | Nominada  | Mejor escena de masturbación      | My Little Black Book                   |
| 2012 | Premios AVN       | Nominada  | Mejor actriz                      | Runaway                                |
| 2012 | Premios AVN       | Nominada  | Mejor escena escandalosa de sexo  | Spider-Man XXX: A Porn Parody          |
| 2012 | Premios AVN       | Nominada  | Mejor escena de sexo oral         | Spider-Man XXX: A Porn Parody          |
| 2012 | Premios AVN       | Nominada  | Crossover Star of the Year        | —                                      |
| 2012 | Premios AVN       | Nominada  | Mejor escena de trío M-H-M        | Spider-Man XXX: A Porn Parody          |
| 2013 | Premios AVN       | Ganadora  | Mejor actriz de reparto           | Pee-Wee's XXX Adventure: A Porn Parody |
| 2013 | Sex Awards        | Nominada  | Porn's Best Body                  | —                                      |
| 2013 | Sex Awards        | Nominada  | Sexiest Adult Star                | —                                      |
| 2013 | Spank Bank Awards | Nominada  | Fucking Nerd of the Year          | —                                      |
| 2013 | Spank Bank Awards | Nominada  | The Girl Next Door... Only Better | —                                      |
| 2013 | Spank Bank Awards | Nominada  | Prettiest Girl In Porn            | —                                      |
| 2013 | Premios XBIZ      | Nominada  | Mejor actriz en película lésbica  | Me and My Girlfriend 2                 |
| 2014 | Premios AVN       | Nominada  | Mejor escena de sexo lésbico      | Streaker Girls                         |
| 2014 | Premios AVN       | Nominada  | Mejor Tease Performance           | Cuties 4                               |